# Lorenzo Guerini
Lorenzo Guerini (n. 21 noiembrie 1966, Lodi, Lombardia, Italia) este un politician italian.